# Johann Urb
Johann Urb (ur. 24 stycznia 1977 w Tallinnie) – estoński aktor, model i producent filmowy, mieszkający i występujący w Stanach Zjednoczonych.

## Życiorys
Urodził się w Tallinnie jako syn Maris Urb i Tarmo Urba, estońskiego muzyka i aktora. W wieku 10 lat przeprowadził się z rodzicami do Finlandii. Kiedy miał 17 lat przeniósł się wraz z rodziną do Nowego Jorku, gdzie studiował w Lee Strasberg Institute. Pracował jako model. W 2001 zadebiutował na kinowym ekranie w niewielkiej roli ochroniarza Jacobima Mugatu (Will Ferrell) w komedii Bena Stillera Zoolander.

## Filmografia
- 2001 – Zoolander jako ochroniarz Mugatu
- 2003 – Fear of Feathers jako Hunk
- 2003 – Miss Match jako David, 1 odcinek
- 2004 – CSI: Kryminalne zagadki Miami jako Brad Tustin, 1 odcinek
- 2004–2005 – The Mountain jako Travis Thorson, 13 odcinków
- 2005 – Miłość - wędrówka bez kresu jako Fyn Anders
- 2006 – Prescriptions jako Vegan Rick
- 2006 – All In jako Jake
- 2006 – Life Happens jako Jason
- 2006 – Ekipa jako Ken, 1 odcinek
- 2006 – The Minor Accomplishments of Jackie Woodman jako Doug, 2 odcinki
- 2006 – 'Til Death (2006) jako Greg, 1 odcinek
- 2007 – Dash 4 Cash
- 2007 – Dirt jako Johnny Gage, 5 odcinków
- 2007 – The Bank Job jako Brandon
- 2007 – 1408 jako Surfer Dude
- 2007 – Tajemnice Palm Springs jako Steve, 1 odcinek
- 2008 – Pogoda na miłość jako Nick, 1 odcinek
- 2008 – The Hottie & the Nottie jako Johann Wulrich
- 2008 – Strictly Sexual jako Joe
- 2008 – A Gunfighter's Pledge jako Lars Anderson
- 2008 – Toxic (2008) jako Greg
- 2008 – Nieustraszony jako Skyler Rand, 3 odcinek
- 2009 – Hired Gun jako Ryan Decker
- 2009 – 2012 jako Sasha
- 2009 – Pornstar jako Cannon Balls (również producent)
- 2009 – Eastwick jako Will St. David, 5 odcinków
- 2010 – 100 Questions jako Cade
- 2011 – Zbrodnie Palm Glade jako Kyle Wheeler
- 2013 – Californication jako Robbie Mac
- 2013 – CSI: Kryminalne zagadki Nowego Jorku jako Grant Holliston
- 2013 – Głowa rodziny - głos
- 2014 – Agenci NCIS jako Burt Moore
- 2015 – Agent X jako Dante Kane
- 2016 – Bananowy doktor jako dr Hans deGroot
- 2017 - Arrow jako Vincent Sobel / Vigilante